# Volkswagen Sachsen

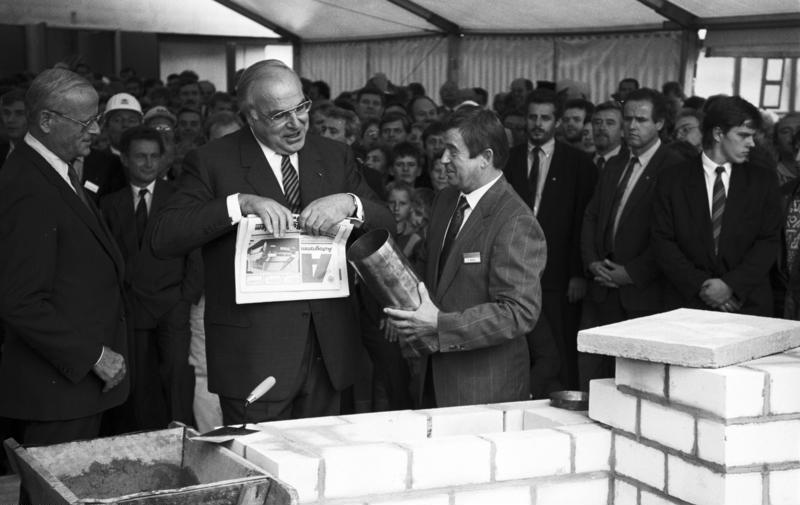
Helmut Kohl und Carl H. Hahn (links) bei der Grundsteinlegung des VW-Werkes Mosel 1990

Die Volkswagen Sachsen GmbH ist ein Automobilhersteller der Marke Volkswagen mit Sitz im westsächsischen Zwickau. Zum Unternehmen gehören das Fahrzeugwerk Zwickau, die Gläserne Manufaktur Dresden und das Motorenwerk Chemnitz. Der Automobilhersteller ist ein Tochterunternehmen der Volkswagen AG aus Wolfsburg.

## Geschichte
Das Engagement von Volkswagen in Sachsen geht auf ein Joint Venture mit dem VEB Barkas-Werke zurück, wonach die Herstellung von Viertaktmotoren und Zubehörteilen wie z. B. Scheinwerfern unter VW-Lizenz für westdeutsche Produktionsstandorte vereinbart wurde.
Am 22. Dezember 1989 gründen das VEB IFA-Kombinat PKW und Volkswagen als gleichberechtigte Teilhaber die Projektgesellschaft Volkswagen IFA-PKW GmbH mit Sitz in Wolfsburg. Im März 1990 wurden von ihr konkrete Pläne zum Aufbau einer DDR-Automobilproduktion in Zwickau vorgelegt. Ausgehend von einer anfänglichen Montage von 50 VW Polo am Tag sollte bis Ende des Jahres 1992 die Tageskapazität zunächst auf 400 Fahrzeuge hochgefahren werden, um später ein geplantes Ziel von 1200 Einheiten pro Tag zu erreichen.
Am 21. Mai 1990 lief in der Montagehalle des IFA-Kombinates PKW im damals noch selbstständigen Mosel bei Zwickau der erste in der DDR montierte VW Polo vom Montageband. Im Juli 1990 wurde die VW-GEDAS Consult mit Sitz in Zwickau gegründet. Diese Tochtergesellschaft von Volkswagen unterstützt die informationstechnischen Aufgaben der Volkswagen-Aktivitäten in der Region. Gleichzeitig wurde das AVZ-Automobil-Vertriebszentrum Chemnitz (heute Volkswagen Vertriebsbetreuung) gegründet. Am 26. September 1990 legten Bundeskanzler Helmut Kohl und der Vorstandsvorsitzende von Volkswagen, Carl H. Hahn, in Mosel den Grundstein für eine neue Automobilfabrik.
Die Gründung von Volkswagen Sachsen datiert auf den 12. Dezember 1990. Im gleichen Monat erfolgte die Gründung des Volkswagen Bildungsinstitutes Zwickau. Diese Gesellschaft bildet Volkswagen-Mitarbeiter aus und tritt auch als Anbieter von Qualifizierungslehrgängen auf dem freien Bildungsmarkt auf.
Im Februar 1991 lief in Mosel parallel zum Polo die Fertigung des Golf an. Die Volkswagen-Sachsen-Immobilienverwaltung wurde im September 1991 gegründet. Diese Gesellschaft stellt die für die Automobilherstellung benötigten Grundstücke und baulichen Anlagen zur Verfügung.
Im März 1994 wurde im Beisein von Sachsens Ministerpräsident Kurt Biedenkopf und des Mitgliedes des Markenvorstandes Volkswagen, Folker Weißgerber, in der Fahrzeugfertigung ein neues Presswerk eröffnet. Im Oktober 1996 lief die Serienfertigung des Passat in Mosel an. Die Anrainergemeinden der Fahrzeugfertigung Mosel sowie das Fabrikgelände wurden am 1. Januar 1999 in die Stadt Zwickau eingemeindet.
Am 9. Januar 1998 wurde Carl H. Hahn zum Ehrenbürger der Stadt Zwickau und im November 2002 zum Honorarprofessor für „Industrielle Unternehmensstrategien“ an der Westsächsischen Hochschule Zwickau ernannt. Im Rahmen des Neujahrsempfanges der Stadt Zwickau wurde am 11. Januar 1999 dem Vorstandsvorsitzenden von Volkswagen, Ferdinand Piëch, die Ehrenbürgerschaft verliehen.
Am 9. Juli 1999 rollte aus der Fahrzeugfertigung der einmillionste Volkswagen aus Zwickau vom Band. Konzernweit war es der erste Hersteller von Benzindirekteinspritzmotoren. Im September 2001 lief dort der fünfmillionste Volkswagenmotor vom Band.
Am 11. Mai 2004 fand in Zwickau-Mosel die Festveranstaltung zum hundertsten Gründungsjubiläum der Horch-Werke statt. Die Festrede hielt Bundeskanzler Gerhard Schröder.
2007 liefen der dreimillionste Volkswagen und 2010 der zweimillionste Passat im Zwickauer VW-Fahrzeugwerk vom Band. Das Motorenwerk Chemnitz lieferte im März 2011 den zehnmillionsten Volkswagenmotor aus.
Vom 27. bis 29. Oktober 2009 fanden in Zwickau die VW-Konzernbetriebsratssitzung und die Internationale Personalleiterkonferenz statt.
Die Gläserne Manufaktur Dresden wurde 2001 eröffnet. 2014 erfolgte die Verschmelzung der Automobilmanufaktur Dresden GmbH mit der Volkswagen Sachsen GmbH.
Seit dem 4. November 2019 wird der Volkswagen ID.3, das erste elektrische Fahrzeug der ID.-Familie auf Basis des Modularen E-Antriebsbaukastens (MEB), in Zwickau produziert.

## Produkte
In Zwickau wurden der Golf Variant, der Golf Alltrack Variant, der Golf R Variant und der Golf Variant GTD als Verbrennerfahrzeuge produziert. Die Fahrzeuge wurden in Links‐ bzw. Rechtslenkerversion sowie mit Front‐ oder 4‐Motion‐Antrieb hergestellt. Am 26. Juni 2020 ist die Produktion von Verbrennerfahrzeugen ausgelaufen. Hergestellt werden dort seitdem der VW ID.3, VW ID.4, der VW ID.5, der Cupra Born, der Audi Q4 e-tron sowie der Audi Q4 Sportback e-tron. Im Jahr 2024 wurden 204.000 Fahrzeuge produziert. Seit der Gründung des Standorts 1990 verließen mehr als 6 Millionen Fahrzeuge die Werkhallen.
Im Fahrzeugwerk Zwickau werden auch die Karosserien für den Bentley Bentayga sowie den Lamborghini Urus hergestellt. Im Zwickauer Presswerk werden jährlich rund 15 Millionen Pressteile für den Konzernverbund produziert.
Das Chemnitzer Motorenwerk ist Lieferant für die Fahrzeugwerke des Volkswagen-Konzerns. Das Produktionsportfolio umfasst aufgeladene Benzindirekteinspritzer (TSI‐Motoren) sowie Motorenkomponenten wie Kurbelwelle und Zylinderkopf. Seit 1988 wurden am Standort Chemnitz mehr als 20 Millionen Volkswagen-Motoren produziert, davon rund 720.000 Motoren im Jahr 2024.
Der Volkswagenstandort Dresden entwickelte sich nach Auslauf des Oberklasse-Modells Phaeton zum „Center of Future Mobility“. Mit Anlauf des ID.3 im Januar 2021 änderte sich der Claim in „Home of ID.“. Aktuell werden täglich 37 ID.3 gefertigt, hergestellt in einer Schicht. 2024 wurden 5.500 ID.3 in der Gläsernen Manufaktur produziert. 2019 wurden 16.155 e-Golf produziert – der Jahresbestwert seit Bestehen der Manufaktur. Auf einem Rundgang können Besucher erleben, wie der ID.3 gefertigt wird, und an ausgewählten Stellen mitbauen.